# Verordnung zur Kennzeichnung der Kraftfahrzeuge mit geringem Beitrag zur Schadstoffbelastung
Die Verordnung zur Kennzeichnung der Kraftfahrzeuge mit geringem Beitrag zur Schadstoffbelastung (35. BImSchV) ermöglicht die Einrichtung von Umweltzonen in Deutschland als Maßnahme zur Einhaltung der Grenzwerte für Stickstoffoxid und Feinstaub. Solche Maßnahmen können Teil eines Luftreinhalteplans sein, der durch europäische Richtlinien (beispielsweise 2008/50/EG) individuell einklagbar vorgeschrieben ist. Mit der Verordnung soll erreicht werden, dass nur Kraftfahrzeuge mit entsprechender Euro-Abgasnorm und ggf. Katalysator oder Rußfilter in eine Umweltzone einfahren.

## Grundlagen und Zweck
Die deutsche Bundesregierung verabschiedete die Verordnung am 10. Oktober 2006, nachdem der Bundesrat ihr nach Änderungen und einer Entschließung mit Kritik an der Stickoxidreduzierung zugestimmt hatte. Sie trat am 1. März 2007 in Kraft.
Ermächtigungsgrundlagen sind § 40 Abs. 3 Bundes-Immissionsschutzgesetzes (insoweit ist die Verordnung von der Bundesregierung erlassen) und verschiedene Ermächtigungsnormen des Straßenverkehrsgesetzes (insoweit sind das Bundesministerium für Verkehr, Bau und Stadtentwicklung sowie das Bundesministerium für Umwelt, Naturschutz und Reaktorsicherheit Verordnungsgeber).
Der Erlass erfolgte durch eine sogenannte „Artikelverordnung“, da mehrere Rechtsgebiete betroffen sind: Artikel 1 enthält die Fünfunddreißigste Verordnung zur Durchführung des Bundes-Immissionsschutzgesetzes (Verordnung zur Kennzeichnung der Kraftfahrzeuge mit geringem Beitrag zur Schadstoffbelastung – 35. BImSchV) – umgangssprachlich Plakettenverordnung –, Artikel 2 enthält verschiedene Änderungen der Straßenverkehrs-Ordnung.
Der Zweck der Verordnung erschließt sich aus § 40 Abs. 1 BImSchG. Danach beschränkt oder verbietet die zuständige Straßenverkehrsbehörde den Kraftfahrzeugverkehr, soweit ein Luftreinhalte- oder Aktionsplan nach § 47 Abs. 1 oder 2 BImSchG dies vorsehen. Allerdings wird die Bundesregierung ermächtigt, durch Rechtsverordnung mit Zustimmung des Bundesrates zu regeln, dass Kraftfahrzeuge mit geringem Beitrag zur Schadstoffbelastung von Verkehrsverboten ganz oder teilweise ausgenommen sind oder ausgenommen werden können, sowie die hierfür maßgebenden Kriterien und die amtliche Kennzeichnung der Kraftfahrzeuge festzulegen.
Diesem Zweck dient die 35. BImSchV: Sie regelt insbesondere
- die Einordnung von Fahrzeugen (Personenkraftwagen, Lastkraftwagen) in vier Schadstoffgruppen und die Ausnahmen und
- die Form und die Zuteilung von Plaketten entsprechend der Schadstoffgruppe

Ergänzend wurden per Änderung der Straßenverkehrsordnung neue Verkehrszeichen eingeführt.

## Kennzeichnung durch Plaketten
Es wurden vier Schadstoffgruppen definiert, von denen drei Gruppen durch Aufkleber (Plaketten) gekennzeichnet sind. Diese müssen bei betroffenen Fahrzeugen (Personenkraftwagen, Lastkraftwagen) gut sichtbar hinter der Windschutzscheibe angebracht werden.

### Erwerb
Die Umweltplaketten können für einen Beitrag von maximal sieben Euro unter anderem bei den Zulassungsbehörden, den technischen Prüfstellen und amtlich anerkannten Überwachungsorganisationen wie TÜV, GTÜ, KÜS, Dekra und den zur Untersuchung des Motormanagements und Abgasreinigungssystems berechtigten Werkstätten erworben werden, letztere sind jedoch preislich ungebunden.
Hierzu ist bei zugelassenen Kraftfahrzeugen die Vorlage des Fahrzeugscheins oder Fahrzeugbriefs beziehungsweise der Zulassungsbescheinigung notwendig; bei Lkw-Maut-pflichtigen Fahrzeugen auch durch die entsprechenden Dokumente. Es besteht keine generelle Pflicht zum Erwerb einer Umweltplakette sofern man keine Umweltzone befahren möchte.
Verschiedene Verwaltungen ermöglichen es, die Plakette online zu bestellen und zugesandt zu bekommen. Dies ist unter anderem möglich in Dortmund, Berlin, München, Stuttgart, dem Landkreis Ludwigsburg, Karlsruhe und Freiburg im Breisgau. Jede Stelle kann die Plakette für jedes zugelassene Fahrzeug ausstellen.

### Merkmale

Grüne Umweltplakette

Die Plaketten sind fälschungserschwerend und werden beim Versuch des Entfernens zerstört. Vor Aushändigung der Plakette wird das entsprechende Kraftfahrzeugkennzeichen eingedruckt oder mit einem lichtechten Schreibstift in die Plakette eingetragen. Unten befindet sich ein Symbol des Ausstellers (z. B. Straßenverkehrsamt, Prüfstelle).
Weitere Merkmale:
- Plaketten-Durchmesser: 80 Millimeter, schwarz umrandet,
- Strichdicke der Umrandung: 1,5 Millimeter
- Ziffer der Schadstoffgruppe: Höhe 35 Millimeter, Schrift DIN 1451
- Schriftfeld: 60 × 20 Millimeter
- Schrift: schwarz RAL 9005, lichtecht
- Plakettenfarbe: weiß RAL 9010, lichtecht
- lichtechte Farben der Untergründe
  - Schadstoffgruppe 2: verkehrsrot, RAL 3020
  - Schadstoffgruppe 3: verkehrsgelb, RAL 1023
  - Schadstoffgruppe 4: verkehrsgrün, RAL 6024

## Schadstoffgruppen
| Schadstoffgruppe 1 | Schadstoffgruppe 1 |
| --- | --- |
| | - Alte Fahrzeuge mit Dieselmotor oder mit Ottomotor ohne geregelten Katalysator - Es wird keine Plakette zugeteilt. Emissionsschlüsselnummern: - Fahrzeuge mit Ottomotor: 0, 03–13, 15, 17, 88, 98 - Fahrzeuge mit Dieselmotor: 0–24, 34, 40, 77, 88, 98 |
| Schadstoffgruppe 2 | |
| | Emissionsschlüsselnummern: - Fahrzeuge mit Ottomotor: (nicht vorgesehen) - Fahrzeuge mit Dieselmotor: 25–29, 35, 41, 71 |
| Schadstoffgruppe 3 | |
| | Emissionsschlüsselnummern: - Fahrzeuge mit Ottomotor: (nicht vorgesehen) - Diesel: 30, 31, 36, 37, 42, 44–52, 72 - Diesel PM1 (Partikelminderungsstufe): 14, 16, 18, 21, 22, 25–29, 34, 35, 40, 41, 71, 77 |
| Schadstoffgruppe 4 | |
| | - Praktisch alle Fahrzeuge mit Ottomotor und geregeltem Katalysator (G-Kat) oder Fahrzeuge mit Brennstoffzellen- oder Elektroantrieb Emissionsschlüsselnummern: - Otto: 01, 02, 14, 16, 18–70, 71–75 A 1, 77 - Diesel: 32, 33, 38, 39, 43, 53–70, 73–75 - Diesel mit Partikelfilter - PM1: 49–52, 27 A 2 - PM2: 25, 26, 30, 31, 36, 37, 42, 44–48, 67–70 - PM3: 32, 33, 38, 39, 43, 53–66 |
| - A 1 Im Falle von Gasfahrzeugen nach Richtlinie 2005/55/EG (vormals 88/77/EWG) - A 2 Laut BMVBS können Fahrzeuge mit der Emissionsschlüsselnummer „27“ bzw. „0427“, einer Klartextbezeichnung „96/69/EG I“ und einem zulässigen Gesamtgewicht von mehr als 2500 Kilogramm nach Nachrüstung eines Partikelfilters der Stufe PM1 die grüne Plakette bekommen (Fahrzeuge unter 2500 Kilogramm zulässigem Gesamtgewicht erreichen durch Filternachrüstung weiterhin nur „gelb“). Die Sonderregelung ermöglicht die Aufrüstung von „rot“ auf „grün“. | |

Kraftfahrzeuge mit Ottomotor ohne Katalysator, mit ungeregeltem Katalysator und mit dem US-Kat der ersten Generation mit den Schlüsselnummern 03 und 11 erhalten keine Plakette. Ausnahmen gibt es für Fahrzeuge mit Gas-, Elektro- und Brennstoffzellen- oder Wasserstoffantrieb. Für diese Fahrzeuge und alle anderen Benzin-Kraftfahrzeuge mit der Emissionsklasse Euro 1 oder höher gibt es eine grüne Plakette. Da Kraftfahrzeuge mit Dieselmotor wesentlich höher am Feinstaub-Ausstoß beteiligt sind, sind die Zuordnungen hier differenzierter und strenger.
Die vier Schadstoffgruppen werden in Anhang 2 der 35. BImSchV anhand der Anforderungen der verschiedenen emissionsschutzrechtlichen EU-Richtlinien definiert. Die Erfüllung der Voraussetzungen der jeweiligen Richtlinie ist gegenüber der Ausgabestelle allerdings durch die Emissionsschlüsselnummern des Kraftfahrzeuges nachzuweisen. Zu diesem Zweck hat der Bundesminister für Verkehr eine Zuordnung der Schlüsselnummern zu den Schadstoffgruppen im Verkehrsblatt bekanntgemacht (VKBl. 2006, S. 867). Die Schadstoffgruppen der Verordnung sind nicht identisch mit den bestehenden Emissionsklassen.
Die Emissionsschlüsselnummern lassen sich herausfinden
- bei älteren Fahrzeugscheinen, die vor dem 1. Oktober 2005 ausgestellt wurden: die letzten beiden Ziffern unter Punkt „zu 1“ und
- bei neueren Zulassungsbescheinigungen, die nach dem 1. Oktober 2005 ausgestellt wurden: Teil I, die letzten beiden Ziffern unter Punkt „14.1“.

Für Nutzfahrzeuge (Lastkraftwagen und Busse) gelten andere Schlüsselnummern, beispielsweise die nebenstehende Tabelle gilt für Personenkraftwagen (und Wohnmobile unter 2,8 Tonnen).
Bei Fahrzeugen mit ausländischer Zulassung ist die Schadstoffgruppe nicht immer eindeutig aus den Fahrzeugpapieren erkennbar. Aus diesem Grund kommt hier ein vereinfachtes Verfahren zum Einsatz, das sich am Jahr der Erstzulassung orientiert. Eine Hilfestellung dazu bietet der TÜV.

### Alte Kat-Personenkraftwagen und Freigabe durch Europäische Union
Für frühe G-Kat-Fahrzeuge mit Schlüsselnummern 01, 02 sowie 77 war es seitens des Gesetzgebers anfangs versäumt worden, eine Zulassung bei der Europäischen Union zu beantragen. Seit dem 8. Dezember 2007 können jedoch auch für diese Fahrzeuge Plaketten beantragt werden. Dies betrifft überwiegend Fahrzeuge, die in den 1980er und frühen 1990er Jahren gebaut worden sind. Sofern diese Fahrzeuge mit einem sogenannten geregelten Katalysator (G-Kat) ausgerüstet sind, wird auch die grüne Plakette zugeteilt.
Personenkraftwagen mit G-Kat und den Schlüsselnummern 03, 04, 09 und 11 wurde teilweise noch bis 31. Dezember 2009 die freie Fahrt in den Umweltzonen ohne Plakette gestattet.

### Blaue Plakette

Blaue Plakette

Am 25. September 2015 wurde die 50. Verordnung zur Änderung von straßenverkehrsrechtlicher Vorschriften in Kraft gesetzt. Ziel war, Elektrofahrzeugen zusätzliche Vorteile zu verschaffen.
Am 7. April 2016 fand sich auf der Umweltministerkonferenz eine Mehrheit dafür, die Blaue Plakette auch für weitere Fahrzeugtypen einzuführen. Eine blaue Plakette sollten z. B. Diesel-Fahrzeuge erhalten, wenn sie die Abgasnorm Euro 6 erfüllen, für Pkw mit Ottomotor ohne Direkteinspritzung bereits ab Euro 3, Pkw mit direkt einspritzendem Ottomotor ab Euro 6b. Damals erfüllten in Deutschland etwa 500.000 Diesel-PKW diese Norm, über 13 Millionen Diesel-PKW erfüllten sie nicht. Damals wurde in etwa 80 Städten der NOx-Grenzwert überschritten. Am 9. August 2016 zog das Bundesumweltministerium den Vorschlag für eine Blaue Plakette zurück.

## Umweltzone
Die deutschen Kommunen dürfen in Ballungsräumen Zonen für Verkehrsbeschränkungen, umgangssprachlich Umweltzonen, einrichten. Fahrzeuge, die nicht unter die allgemeinen Ausnahmen fallen, dürfen in die ausgeschilderten Zonen nicht einfahren bzw. sich innerhalb der Zonen im öffentlichen Verkehrsraum befinden. Gibt ein Zusatzschild Ausnahmen für Fahrzeuge bestimmter Schadstoffgruppe an, dürfen diese Kraftfahrzeuge einfahren, wenn die Plakette sichtbar hinter der Windschutzscheibe befestigt ist.
Ein Stufenplan zu den entsprechenden Luftreinhalteplänen sieht zum Teil eine Ausweitung des Fahrverbots in zeitlichem Rhythmus vor, so dass nach der ersten Stufe (Fahrverbot von Fahrzeugen der Schadstoffgruppe 1) in einer zweiten Stufe auch die Fahrzeuge mit roten Plaketten und in einer dritten Stufe auch die Fahrzeuge mit gelben Plaketten von einem Fahrverbot betroffen sind.

### Ursachen für die Einführung
Im Abschlussbericht des Länderausschusses für Immissionsschutz (LAI) 1991 wurde in deutschen Ballungsräumen eine hohe Belastung mit krebserregenden Luftschadstoffen festgestellt. So war die Belastung mit Dieselrußpartikeln etwa 8-mal so hoch wie in ländlichen Gebieten, bei Benzol sogar 10-mal so hoch. Bei polyzyklischen aromatischen Kohlenwasserstoffen (PAK) lag die Belastung in den großen Städten 2,5-mal höher, in Berlin sogar 6-mal höher.
Die EU-Luftqualitätsrichtlinie von 1999 schrieb eine Senkung der Feinstaubbelastung vor.
Nach Angaben der Weltgesundheitsorganisation (WHO) ließen sich 2004 jährlich weltweit 370.000 vorzeitige Todesfälle auf eine hohe Feinstaubbelastung zurückführen.
In Deutschland wurden seit einigen Jahren in mehreren Großstädten Überschreitungen der EU-Feinstaubgrenzen gemessen, beispielsweise in München, Dortmund, Cottbus, Bremen und Berlin. Die Daten konnten zunächst keine Veränderung bei der Gesamtmasse des Feinstaubs in Umweltzonen zeigen. Eine neuere Studie zeigt jedoch, dass Umweltzonen die gesundheitlich problematischsten Bestandteile des Feinstaubes – Ruß und ultrafeine Partikel – deutlich reduzieren können. Ein weiteres Problem entstand durch den Dieselskandal, weil zunehmend auch die Grenzwerte für Stickstoffdioxid nicht eingehalten wurden, die seit 2010 bei 40 Mikrogramm je Kubikmeter Luft liegen.

### Chronologie

Amtliches Verkehrszeichen 270.1 am Beginn einer Umweltzone mit Zusatzzeichen 1031 zur Freistellung von Fahrzeugen mit roter, gelber oder grüner Plakette

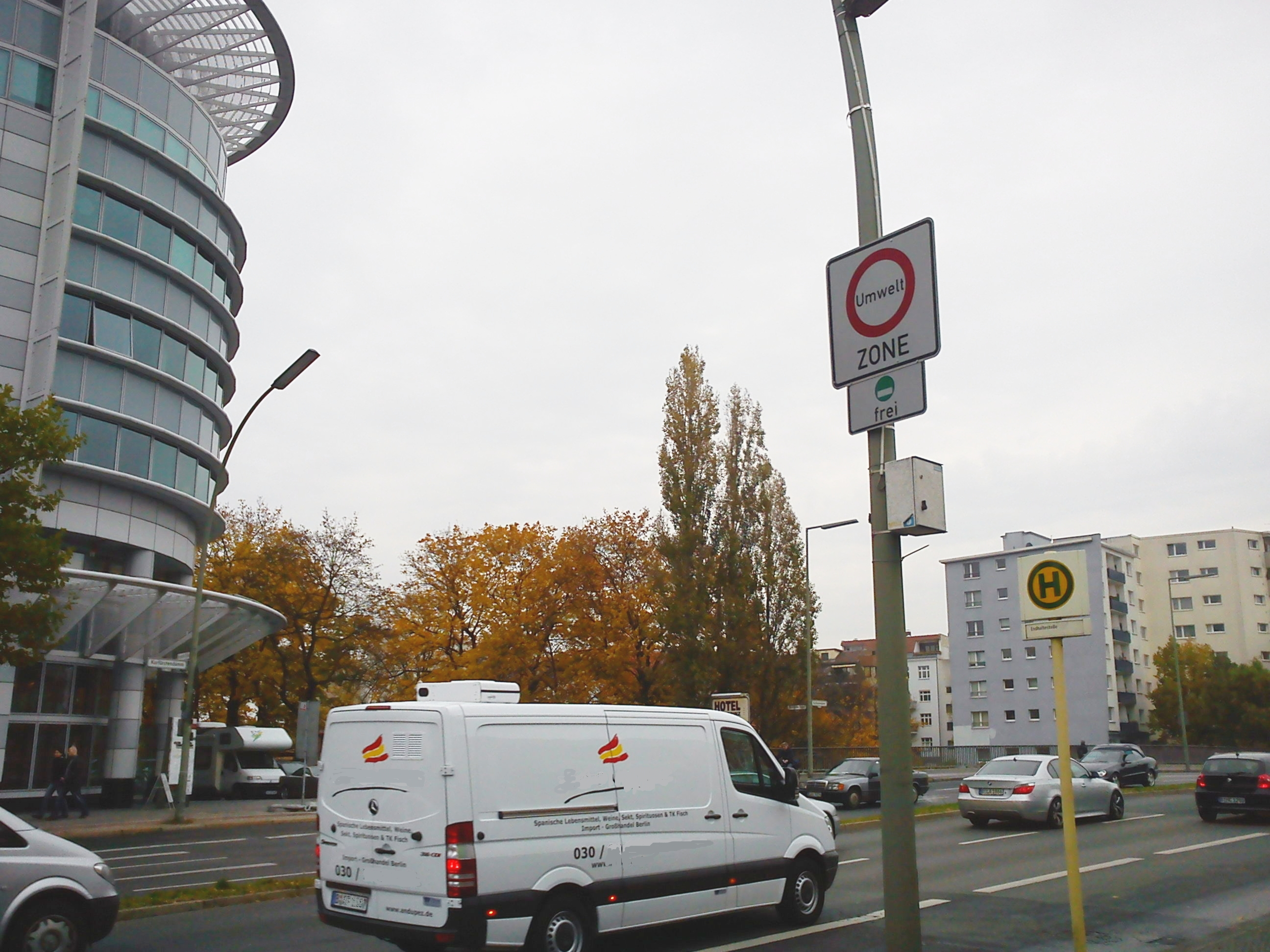
Beschilderung zur Umweltzone in Berlin, die nur noch Fahrzeuge mit grüner Plakette erlaubt – Aufnahme von Oktober 2010

Mehrere deutsche Großstädte hatten angekündigt, im Jahr 2007 entsprechende Verkehrsbeschränkungen einzuführen. Diese Pläne wurden – wegen teilweise unklarer Vorschriften bzw. fehlender Ausnahmeregelungen – auf 2008 (beispielsweise Stuttgart, Berlin, Duisburg) oder auf unbestimmte Zeit verschoben. Andere Städte hingegen (zunächst auch die Stadt Aachen) lehnten den Erlass von Verkehrsbeschränkungen ab und setzen auf andere Maßnahmen. Auch Dresden hat sich gegen eine Verkehrsbeschränkung entschieden.
Folgende Städte führten am 1. Januar 2008 Verkehrsbeschränkungen ein:
- Berlin: im Innenstadtbereich (innerhalb des S-Bahn-Rings) dürfen sich nur Fahrzeuge mit Plakette im öffentlichen Verkehrsraum befinden. 80 % der in der Hauptstadt zugelassenen Fahrzeuge fallen unter diese Regelung. Seit dem 1. Januar 2010 dürfen sich nur noch Fahrzeuge mit grüner Plakette in der Berliner Zone befinden.
- Köln:[34] Das Innenstadtgebiet linksrheinisch sowie die rechtsrheinischen Stadtteile Deutz und Mülheim dürfen nun grundsätzlich ohne Plakette nicht mehr befahren werden. 2010 waren noch Fahrzeuge mit roter Plakette freigestellt. Die Verkehrsbeschränkungen wurde 2010 nicht ausgeweitet.[35] Im Juli 2011 einigten sich Stadtverwaltung und Bezirksregierung darauf, dass ab Januar 2013 Autos mit roter Plakette nicht mehr am Verkehr teilnehmen dürfen und ab Juli 2014 nur noch Autos mit grüner.[36] Zum 1. April 2012 wird die Zone außerdem auf ein Gebiet von 88 Quadratkilometern ausgeweitet.
- Hannover:[37] Begrenzt wird sie im Wesentlichen im Westen, Süden und Osten durch den Schnellstraßenring (West-, Süd- und Messeschnellweg) sowie im Norden durch die Straße Sahlkamp. Der Westschnellweg verläuft teilweise innerhalb der Zone (zwischen Deisterplatz und Ricklinger Kreisel).[38] Zunächst durften Fahrzeuge mit roter, gelber oder grüner Plakette am Verkehr teilnehmen, seit dem 1. Januar 2009 nur noch Fahrzeuge mit gelber oder grüner Plakette, seit dem 1. Januar 2010 nur noch Fahrzeuge mit grüner Plakette. Alle Kraftfahrzeuge mit ausländischen Kennzeichen waren bis zum 31. Dezember 2008 freigestellt. Ferner waren alle Benzin-Kraftfahrzeuge mit geregeltem Katalysator, die keine grüne Plakette bekommen, Fahrzeuge mit Kurzzeitkennzeichen und roten Dauerkennzeichen sowie alle Reise- und Linienbusse bis zum 31. Dezember 2009 freigestellt.
- Am 12. Januar 2008 wurde in Dortmund eine Umweltzone eingeführt. Mit einer Länge von etwa 300 Metern ist sie wohl die kleinste Umweltzone. Diese dürfen Fahrzeuge mit grüner oder gelber Plakette durchfahren.[39]
- Zum 1. März 2008 wurden Umweltzonen in Stuttgart, Mannheim, Tübingen, Ludwigsburg, Leonberg, Schwäbisch Gmünd, Reutlingen und Ilsfeld eingerichtet.

Am 1. Oktober 2008 wurden Verkehrsbeschränkungen in weiteren Städten eingeführt:
- Frankfurt am Main:[40] innerhalb des sogenannten Autobahnrings,[41] bestehend aus den Autobahnen A 3, A 5 und A 661, eingeführt. Zum 1. Januar 2010 erfolgte eine Verschärfung (gelbe oder grüne Plakette benötigt), zum 1. Januar 2012 die letzte Stufe der Begrenzung (grüne Plakette).
- Bochum, Dortmund (nun auch flächendeckend in der Innenstadt), Duisburg, Mülheim an der Ruhr, Bottrop, Gelsenkirchen, Oberhausen und Recklinghausen.[42]
- München: Die Verkehrsbeschränkung umfasst den Bereich innerhalb des Mittleren Rings.[43]

Am 1. Januar 2009 wurden in Bremen, Heilbronn, Herrenberg, Karlsruhe, Mühlacker, Pforzheim und Ulm Umweltzonen eingerichtet und am 1. Juli 2009 in Augsburg.
- Düsseldorf: Die Innenstadt wurde am 15. Februar 2009 zur Umweltzone und durfte nur mit roter Plakette befahren werden.[44] Diese Umweltzone wurde ab dem 1. März 2011 verschärft, seitdem ist eine gelbe notwendig.[45]
- Die Stadt Neu-Ulm führte eine Verkehrsbeschränkung am 1. November 2009 ein. Eine Verschärfung mit grüner und gelber Plakette folgte am 5. November 2012, obwohl ursprünglich die Umweltzonen Ulm und Neu-Ulm zeitgleich eingeführt werden sollten und die Verschärfung gemeinsam mit Ulm am 1. Januar 2012 folgen sollte.[46][47][48]

Seit 1. Januar 2010 gibt es Verkehrsbeschränkungen in Heidelberg, Freiburg im Breisgau, Pfinztal und Münster.
- In Osnabrück wurde die Umweltzone mit dem 4. Januar 2010 eingeführt.[50]
- Die Stadt Kassel forderte vom Land Hessen die Einrichtung einer Umweltzone Kasseler Becken zum 1. Januar 2010 auch ohne die Zustimmung einzelner betroffener Gemeinden.[51]
- Die Stadt Nürnberg plante lange, in ihrem Innenstadtbereich eine Verkehrsbeschränkung einzuführen. Da die Belastung mit Rußpartikeln an der unteren Grenze war[52] und infolge des technischen Fortschritts und der Abwrackprämie weiter abnahm, verzichtete Nürnberg im Januar 2010 auf deren Einführung.[53][54]
- Die Stadt Leipzig plante zeitweise, zum 1. Januar 2011 nur noch Fahrzeugen mit grüner Plakette die Zufahrt fast zum gesamten Stadtgebiet innerhalb des Autobahnrings zu gestatten.[55] Angesichts vieler Bedenken über die wirtschaftliche Zumutbarkeit sollten einige Flächen zunächst auch mit der gelben Plakette befahren werden dürfen. Der Luftreinhalteplan mit den konkreten Festlegungen musste entsprechend den Vorgaben des Freistaates Sachsen von der Stadt Leipzig bis Ende Dezember 2009 vorgelegt werden. Zum 1. März 2011 wurde die Einführung der Umweltzone in Leipzig vollzogen, und zwar ausschließlich mit grüner Plakette. Ausnahmegenehmigungen für Fahrzeuge, die die Vorgaben nicht erfüllen, werden erteilt, um Unternehmen wirtschaftliche Nachteile zu ersparen.[56]
- Die baden-württembergische Kleinstadt Markgröningen führte zum 1. Juli 2011 eine Verkehrsbeschränkung ein.[57][58]
- Die beiden größten Städte in Sachsen-Anhalt, Halle (Saale) und Magdeburg, führten zum 1. September 2011 Umweltzonen ein. Die Verkehrsbeschränkungen galten vorerst nur für Fahrzeuge ohne oder nur mit roter Plakette. Ab 2013 sollten beide Zonen dann verschärft werden und der Verkehr in den Städten nur noch für Fahrzeuge mit grüner Plakette erlaubt sein.[59]
- Ab Oktober 2012 führte mit der Landeshauptstadt Erfurt auch die erste Stadt in Thüringen eine Umweltzone ein. Dann dürfen nur noch Fahrzeuge mit grüner Plakette in der Innenstadt am Verkehr teilnehmen.[60]
- Ab Februar 2013 führten die benachbarten Landeshauptstädte Mainz und Wiesbaden eine Umweltzone ein.[61]
- Zum 1. Januar 2015 wurde für das Stadtgebiet von Offenbach am Main die Umweltzone eingeführt.[62]
- Zum 1. Januar 2015 wurde für das Stadtgebiet von Siegen die Umweltzone eingeführt.[63]
- Zum 1. Februar 2016 wurde in Aachen für das Gebiet innerhalb des Außenrings die Umweltzone eingeführt.
- Zum 1. Juni 2016 wurde für das Stadtgebiet von Eschweiler die Umweltzone eingeführt.
- Zum 1. April 2017 wurde für das Stadtgebiet von Balingen die Umweltzone eingeführt.
- Zum 1. Oktober 2017 wurde für das Stadtgebiet von Overath die Umweltzone eingeführt.
- Zum 15. Januar 2018 wurde für die Altstadt von Regensburg die Umweltzone eingeführt.
- Zum 1. Februar 2018 wurde für das Stadtgebiet von Limburg die Umweltzone eingeführt.
- Zum 1. Januar 2019 wurde für die Umweltzone in Stuttgart auch eine Verkehrsbeschränkung für Dieselfahrzeuge eingeführt.[27]
- Zum 21. Juni 2021 wurde die Umweltzone Erfurt nach einer Klage aufgehoben.[64][65]
- Zum 1. Februar 2023 wurde die Umweltzone in München auf dem Mittleren Ring ausgeweitet. Ab dem 1. Oktober 2023 gibt es eine weitere Verschärfung und nur noch eine allgemeine Erlaubnis für Dieselfahrzeuge ab Euro 6.[66] Dazu wurden neue Schilder in der Zufahrt zum Mittleren Ring (von außerhalb des Rings) angebracht.
- Zum 1. Mai 2023 hob das Regierungspräsidium Stuttgart die Umweltzonen in Wendlingen am Neckar, Schwäbisch Gmünd, Ilsfeld und Urbach auf, da sich die Luftqualität verbessert hat und die Grenzwerte für Stickstoffdioxid eingehalten wurden.[67][68]

Eine Liste und eine Karte bestehender und geplanter Umweltzonen sind auf den Internetseiten des Umweltbundesamtes und des ADAC zu finden.

### Übersicht der Umweltzonen in Deutschland
Die Übersicht enthält alle Umweltzonen mit Einschränkungsdatum auf die Schadstoffgruppen. Viele Umweltzonen haben gleich mit der Einschränkung auf eine höhere Schadstoffgruppe begonnen, weshalb nur diese angegeben ist.
| Ort                                                              | Land                | Status     | Einschränkung auf Schadstoffgruppe zum | Einschränkung auf Schadstoffgruppe zum | Einschränkung auf Schadstoffgruppe zum | Veränderungen |
| Ort                                                              | Land                | Status     | 2                                      | 3                                      | 4                                      | Veränderungen |
| ---------------------------------------------------------------- | ------------------- | ---------- | -------------------------------------- | -------------------------------------- | -------------------------------------- | --- |
| Aachen (PDF; 109 KiB)                                            | Nordrhein-Westfalen | aktiv      |                                        |                                        | 1. Feb. 2016                           | |
| Augsburg (PDF; 130 KiB)                                          | Bayern              | aktiv      | 1. Juli 2009                           | 1. Jan. 2011                           | 1. Juni 2016                           | |
| Balingen (PDF; 152 KiB)                                          | Baden-Württemberg   | aufgehoben |                                        |                                        | 1. Apr. 2017                           | zum 1. November 2020 aufgehoben |
| Berlin (PDF; 136 KiB)                                            | Berlin              | aktiv      | 1. Jan. 2008                           |                                        | 1. Jan. 2010                           | |
| Bonn (PDF; 132 KiB)                                              | Nordrhein-Westfalen | aktiv      | 1. Jan. 2010                           | 1. Juli 2012                           | 1. Juli 2014                           | |
| Bremen (PDF; 143 KiB)                                            | Bremen              | aktiv      | 1. Jan. 2009                           | 1. Jan. 2010                           | 1. Juli 2011                           | |
| Darmstadt (PDF; 211 KiB)                                         | Hessen              | aktiv      |                                        |                                        | 1. Nov. 2015                           | |
| Dinslaken (PDF; 128 KiB)                                         | Nordrhein-Westfalen | aktiv      |                                        | 1. Juli 2011                           | 1. Okt. 2012                           | |
| Düsseldorf (PDF; 127 KiB)                                        | Nordrhein-Westfalen | aktiv      | 15. Feb. 2009                          | 1. März 2011                           | 1. Juli 2014                           | |
| Erfurt (PDF; 126 KiB)                                            | Thüringen           | aufgehoben |                                        |                                        | 1. Okt. 2012                           | zum 21. Juni 2021 aufgehoben |
| Eschweiler (PDF; 126 KiB)                                        | Nordrhein-Westfalen | aktiv      |                                        |                                        | 1. Juni 2016                           | |
| Frankfurt am Main. (PDF; 135 KiB)                                | Hessen              | aktiv      | 1. Okt. 2008                           | 1. Jan. 2010                           | 1. Jan. 2012                           | |
| Freiburg i. B. (PDF; 123 KiB)                                    | Baden-Württemberg   | aufgehoben | 1. Jan. 2010                           | 1. Jan. 2012                           | 1. Jan. 2013                           | zum 2. Mai 2025 aufgehoben |
| Hagen (PDF; 122 KiB)                                             | Nordrhein-Westfalen | aktiv      | 1. Jan. 2012                           | 1. Jan. 2013                           | 1. Juli 2014                           | |
| Halle (Saale) (PDF; 122 KiB)                                     | Sachsen-Anhalt      | aktiv      |                                        | 1. Sep. 2011                           | 1. Jan. 2013                           | |
| Hannover (PDF; 133 KiB)                                          | Niedersachsen       | aufgehoben | 1. Jan. 2008                           | 1. Jan. 2009                           | 1. Jan. 2010                           | zum 22. Februar 2024 aufgehoben |
| Heidelberg (PDF; 148 KiB)                                        | Baden-Württemberg   | aufgehoben | 1. Jan. 2010                           | 1. Jan. 2012                           | 1. Jan. 2013                           | zum 1. März 2023 aufgehoben |
| Heidenheim an der Brenz (PDF; 114 KiB)                           | Baden-Württemberg   | aufgehoben |                                        | 1. Jan. 2012                           | 1. Jan. 2013                           | zum 1. Januar 2024 aufgehoben |
| Heilbronn (PDF; 126 KiB)                                         | Baden-Württemberg   | aufgehoben | 1. Jan. 2009                           | 1. Jan. 2012                           | 1. Jan. 2013                           | zum 1. Januar 2024 aufgehoben |
| Herrenberg (PDF; 123 KiB)                                        | Baden-Württemberg   | aufgehoben | 1. Jan. 2009                           | 1. Jan. 2012                           | 1. Jan. 2013                           | zum 1. Januar 2024 aufgehoben |
| Ilsfeld (PDF; 151 KiB)                                           | Baden-Württemberg   | aufgehoben | 1. März 2008                           | 1. Jan. 2012                           | 1. Jan. 2013                           | zum 1. Mai 2023 aufgehoben |
| Karlsruhe (PDF; 136 KiB)                                         | Baden-Württemberg   | aufgehoben | 1. Jan. 2009                           | 1. Jan. 2012                           | 1. Jan. 2013                           | zum 1. März 2023 aufgehoben |
| Köln (PDF; 124 KiB)                                              | Nordrhein-Westfalen | aktiv      | 1. Jan. 2008                           | 1. Jan. 2013                           | 1. Juli 2014                           | |
| Krefeld (PDF; 122 KiB)                                           | Nordrhein-Westfalen | aktiv      | 1. Jan. 2009                           | 1. Jan. 2012                           | 1. Jan. 2013                           | |
| Langenfeld (PDF; 127 KiB)                                        | Nordrhein-Westfalen | aktiv      |                                        | 1. Jan. 2013                           | 1. Juli 2014                           | |
| Leipzig (PDF; 125 KiB)                                           | Sachsen             | aktiv      |                                        |                                        | 1. März 2011                           | |
| Leonberg                                                         | Baden-Württemberg   | aufgehoben | 1. März 2008                           | 1. Jan. 2012                           | 1. Jan. 2013                           | zum 1. Januar 2024 aufgehoben |
| Leonberg/Hemmingen und Umgebung (PDF; 165 KiB)                   | Baden-Württemberg   | aufgehoben |                                        |                                        | 2. Dez. 2013                           | zum 1. Januar 2024 aufgehoben |
| Limburg an der Lahn (PDF; 125 KiB)                               | Hessen              | aktiv      |                                        |                                        | 31. Jan. 2018                          | |
| Markgröningen (PDF; 161 KiB)                                     | Baden-Württemberg   | aktiv      |                                        | 1. Juni 2011                           | 1. Jan. 2013                           | Am 1. Januar 2013 wurde Markgröningen in die Umweltzone Ludwigsburg und Umgebung eingebunden, am 2. Dezember Hardt- und Schönbühlhof in die Umweltzone Leonberg/Hemmingen und Umgebung. |
| Landkreis Ludwigsburg (PDF; 161 KiB)                             | Baden-Württemberg   | aktiv      |                                        |                                        | 1. Jan. 2013                           | Asperg, Bietigheim-Bissingen, Kornwestheim, Möglingen, Tamm (seit 2013 als Teil der Umweltzone Ludwigsburg und Umgebung) |
| Ludwigsburg und Umgebung (PDF; 161 KiB)                          | Baden-Württemberg   | aktiv      |                                        |                                        | 1. Jan. 2013                           | Am 1. Januar 2013 wurden die bestehenden Umweltzonen Ludwigsburg, Markgröningen, Pleidelsheim-Ingersheim-Freiberg zusammengefasst und um Asperg, Bietigheim-Bissingen, Möglingen, Kornwestheim, Tamm zur Umweltzone Ludwigsburg und Umgebung ergänzt. |
| Pleidelsheim, Freiberg, Ingersheim (PDF; 161 KiB)                | Baden-Württemberg   | aktiv      |                                        | 1. Jan. 2012                           | 1. Jan. 2013                           | Am 1. Januar 2012 wurde die bestehende Umweltzone in Pleidelsheim vergrößert, indem neue Bereiche in Freiberg und Ingersheim eingebunden wurden. Am 1. Januar 2013 wurden diese in die Umweltzone Ludwigsburg und Umgebung eingebunden.* |
| Pleidelsheim (PDF; 161 KiB)                                      | Baden-Württemberg   | aktiv      | 1. Juli 2008                           | 1. Jan. 2012                           | 1. Jan. 2013                           | Am 1. Januar 2012 wurde die bestehende Umweltzone in Pleidelsheim vergrößert, indem neue Bereiche in Freiberg und Ingersheim eingebunden wurden. Am 1. Januar 2013 wurden diese in die Umweltzone Ludwigsburg und Umgebung eingebunden. |
| Magdeburg (PDF; 151 KiB)                                         | Sachsen-Anhalt      | aktiv      |                                        | 1. Jan. 2011                           | 1. Jan. 2013                           | |
| Mainz (PDF; 133 KiB)                                             | Rheinland-Pfalz     | aktiv      |                                        |                                        | 1. Feb. 2013                           | |
| Mannheim (PDF; 142 KiB)                                          | Baden-Württemberg   | aufgehoben | 1. März 2008                           | 1. Jan. 2012                           | 1. Jan. 2013                           | zum 1. August 2024 aufgehoben |
| Marburg (PDF; 186 KiB)                                           | Hessen              | aktiv      |                                        |                                        | 1. Apr. 2016                           | |
| Mönchengladbach (PDF; 119 KiB)                                   | Nordrhein-Westfalen | aktiv      |                                        | 1. Jan. 2013                           | 1. Juli 2014                           | |
| Mühlacker (PDF; 237 KiB)                                         | Baden-Württemberg   | aufgehoben | 1. Jan. 2009                           | 1. Jan. 2012                           | 1. Jan. 2013                           | zum 1. August 2024 aufgehoben |
| München                                                          | Bayern              | aktiv      | 1. Okt. 2008                           | 1. Okt. 2010                           | 1. Okt. 2012                           | Zum 1. Februar 2023 wurde die Umweltzone in München auf dem Mittleren Ring ausgeweitet. Die geplante Verschärfung zum 1. Oktober 2023, durch welche Dieselfahrzeugen der Norm Euro 5 die Zufahrt verboten worden wäre, wurde vorläufig ausgesetzt und stattdessen eine Geschwindigkeitsbegrenzung auf 30 km/h auf Teilen des mittleren Rings eingeführt. |
| Münster (PDF; 127 KiB)                                           | Nordrhein-Westfalen | aktiv      |                                        | 1. Jan. 2010                           | 1. Jan. 2015                           | |
| Neu-Ulm (PDF; 167 KiB)                                           | Bayern              | aufgehoben | 1. Nov. 2009                           | 5. Nov. 2012                           |                                        | zum 4. Juni 2024 aufgehoben |
| Neuss (PDF; 117 KiB)                                             | Nordrhein-Westfalen | aktiv      | 15. Feb. 2010                          | 1. März 2011                           | 1. Juli 2014                           | |
| Offenbach am Main (PDF; 133 KiB)                                 | Hessen              | aktiv      |                                        |                                        | 1. Jan. 2015                           | |
| Osnabrück (PDF; 137 KiB)                                         | Niedersachsen       | aktiv      | 4. Jan. 2010                           | 3. Jan. 2011                           | 3. Jan. 2012                           | |
| Overath (PDF; 137 KiB)                                           | Nordrhein-Westfalen | aktiv      |                                        |                                        | 1. Okt. 2017                           | |
| Pfinztal (PDF; 124 KiB)                                          | Baden-Württemberg   | aufgehoben | 1. Jan. 2010                           | 1. Jan. 2012                           | 1. Jan. 2013                           | zum 1. März 2023 aufgehoben |
| Pforzheim (PDF; 127 KiB)                                         | Baden-Württemberg   | aktiv      | 1. Jan. 2009                           | 1. Jan. 2012                           | 1. Jan. 2013                           | |
| Regensburg (PDF; 237 KiB)                                        | Bayern              | aktiv      |                                        |                                        | 15. Jan. 2018                          | |
| Remscheid (PDF; 123 KiB)                                         | Nordrhein-Westfalen | aktiv      |                                        | 1. Jan. 2013                           | 1. Juli 2014                           | |
| Reutlingen (PDF; 130 KiB)                                        | Baden-Württemberg   | aufgehoben | 1. März 2008                           | 1. Jan. 2012                           | 1. Jan. 2013                           | zum 4. Juni 2024 aufgehoben |
| Ruhrgebiet 1 (PDF; 158 KiB) (BO, BOT, DO, DU, E, GE, MH, OB, RE) | Nordrhein-Westfalen | aktiv      | 1. Okt. 2008                           | 1. Jan. 2013                           | 1. Juli 2014                           | Zusammenfassung mit den Umweltzonen Ruhrgebiet 2 und 3 zum 1. Januar 2012 |
| Ruhrgebiet 2 (PDF; 158 KiB) (CAS, GLA, HER, Herten)              | Nordrhein-Westfalen | aktiv      | 1. Jan. 2012                           | 1. Jan. 2013                           | 1. Juli 2014                           | Erweiterung der bestehenden Umweltzonen Ruhrgebiet 1 und 3 zum 1. Januar 2012 |
| Ruhrgebiet 3 (PDF; 158 KiB) (Dortmund, Brackeler Str.)           | Nordrhein-Westfalen | aktiv      |                                        | 1. Feb. 2008                           | 1. Juli 2014                           | Zusammenfassung mit den Umweltzonen Ruhrgebiet 1 und 2 zum 1. Januar 2012 |
| Schramberg (PDF; 120 KiB)                                        | Baden-Württemberg   | aufgehoben |                                        | 1. Juli 2013                           | 1. Jan. 2015                           | zum 1. März 2023 aufgehoben |
| Schwäbisch Gmünd (PDF; 134 KiB)                                  | Baden-Württemberg   | aufgehoben | 1. März 2008                           | 1. Jan. 2012                           | 1. Jan. 2013                           | zum 1. Mai 2023 aufgehoben |
| Siegen (PDF; 118 KiB)                                            | Nordrhein-Westfalen | aktiv      |                                        |                                        | 1. Jan. 2015                           | |
| Stuttgart (PDF; 132 KiB)                                         | Baden-Württemberg   | aktiv      | 1. März 2008                           | 1. Juli 2010                           | 1. Jan. 2012                           | |
| Tübingen (PDF; 126 KiB)                                          | Baden-Württemberg   | aufgehoben | 1. März 2008                           | 1. Jan. 2012                           | 1. Jan. 2013                           | zum 4. Juni 2024 aufgehoben |
| Ulm (PDF; 146 KiB)                                               | Baden-Württemberg   | aufgehoben | 1. Jan. 2009                           | 1. Jan. 2012                           | 1. Jan. 2013                           | zum 4. Juni 2024 aufgehoben |
| Urbach (PDF; 145 KiB)                                            | Baden-Württemberg   | aufgehoben |                                        | 1. Jan. 2012                           | 1. Jan. 2013                           | zum 1. Mai 2023 aufgehoben |
| Wendlingen am Neckar (PDF; 151 KiB)                              | Baden-Württemberg   | aufgehoben |                                        |                                        | 2. Apr. 2013                           | zum 1. Mai 2023 aufgehoben |
| Wiesbaden (PDF; 128 KiB)                                         | Hessen              | aktiv      |                                        |                                        | 1. Feb. 2013                           | |
| Wuppertal (PDF; 126 KiB)                                         | Nordrhein-Westfalen | aktiv      | 15. Feb. 2009                          | 1. März 2011                           | 1. Juli 2014                           | |

Anmerkungen
1. ↑  Die Einführung der „großen Umweltzone“ zum 1. November 2015 als Teil des Luftreinhalteplan für den Ballungsraum Rhein-Main – Teilplan Darmstadt, der am 29. September 2015 in Kraft getreten ist, wurde am 13. Oktober 2015 bekannt gegeben; siehe: darmstadt.de
2. 1 2  Am 2. Dezember 2013 wurde die bestehende Umweltzone in Leonberg vergrößert: Eingebunden wurden Ditzingen, Gerlingen, Hemmingen, Korntal-Münchingen, Schwieberdingen, Hardt- und Schönbühlhof.
3. ↑  Am 1. Januar 2013 wurde Markgröningen in die Umweltzone Ludwigsburg und Umgebung eingebunden, am 2. Dezember Hardt- und Schönbühlhof in die Umweltzone Leonberg/Hemmingen und Umgebung.
4. ↑  Asperg, Bietigheim-Bissingen, Kornwestheim, Möglingen, Tamm (seit 2013 als Teil der Umweltzone Ludwigsburg und Umgebung)
5. ↑  Am 1. Januar 2013 wurden die bestehenden Umweltzonen Ludwigsburg, Markgröningen, Pleidelsheim-Ingersheim-Freiberg zusammengefasst und um Asperg, Bietigheim-Bissingen, Möglingen, Kornwestheim, Tamm zur Umweltzone Ludwigsburg und Umgebung ergänzt.
6. 1 2  Am 1. Januar 2012 wurde die bestehende Umweltzone in Pleidelsheim vergrößert, indem neue Bereiche in Freiberg und Ingersheim eingebunden wurden. Am 1. Januar 2013 wurden diese in die Umweltzone Ludwigsburg und Umgebung eingebunden.
7. 1 2  Am 1. Januar 2012 wurden die bestehenden Umweltzonen in Bochum, Bottrop, Dortmund, Duisburg, Essen, Gelsenkirchen, Mülheim an der Ruhr, Oberhausen und Recklinghausen zu einer einzigen Umweltzone zusammengefasst. Zusätzlich wurden neue Bereiche in Castrop-Rauxel, Gladbeck, Herten und Herne eingebunden.

## Ausnahmen

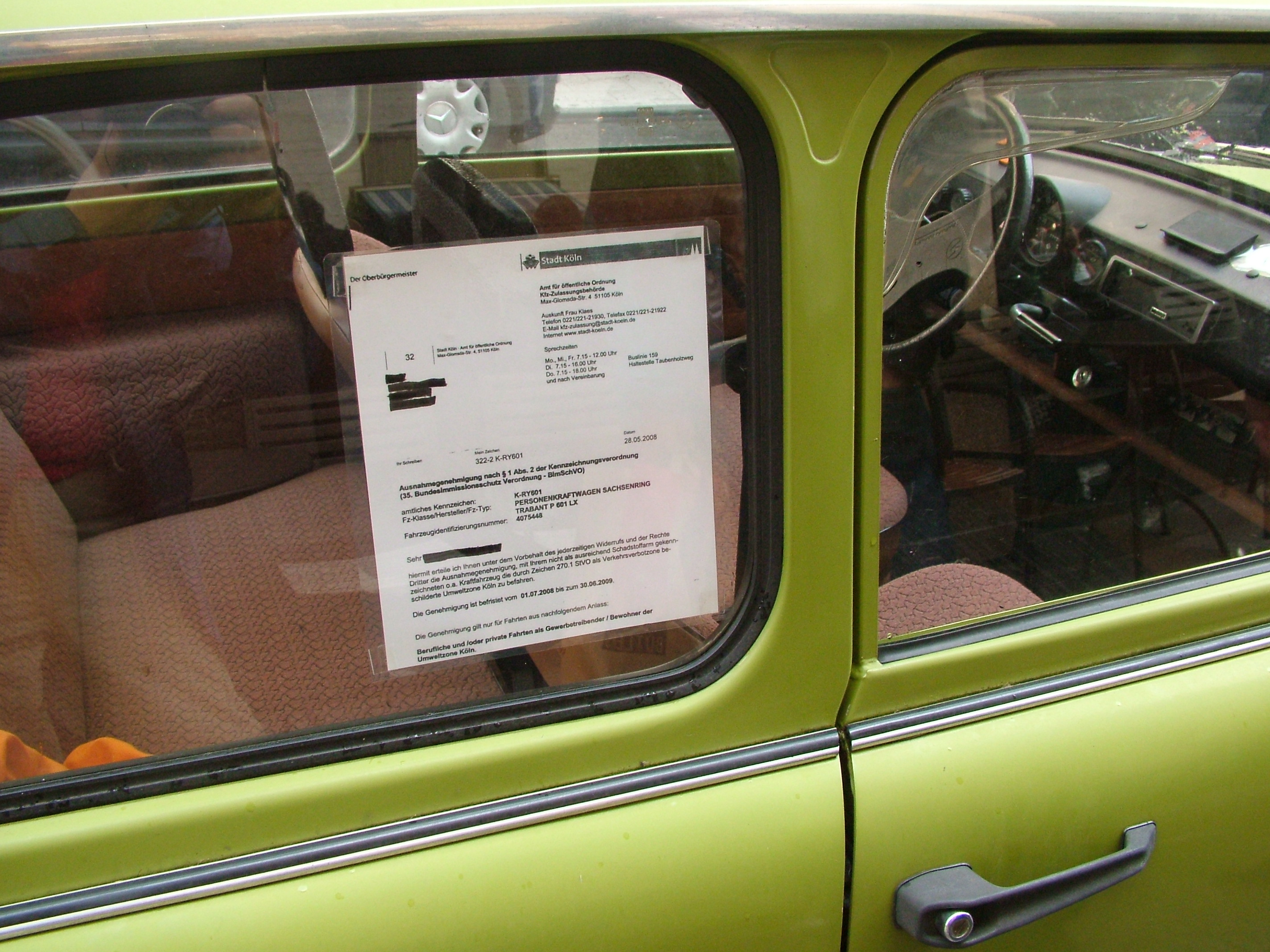
Trabant in der Kölner Umweltzone, mit Ausnahmegenehmigung der Zulassungsbehörde

Von Verkehrsverboten sind gemäß der Verordnung folgende Fahrzeuge ausgenommen:
- mobile Maschinen und Geräte
- Arbeitsmaschinen
- Land- und forstwirtschaftliche Zugmaschinen (Traktoren etc.)
- zwei- und dreirädrige Kraftfahrzeuge
- Krankenwagen, Arztwagen mit entsprechender Kennzeichnung im Einsatz zur medizinischen Betreuung der Bevölkerung
- Kraftfahrzeuge, mit denen Personen fahren oder gefahren werden, die außergewöhnlich gehbehindert, hilflos oder blind sind und dies durch die im Schwerbehindertenausweis eingetragenen Merkzeichen aG, H oder Bl nachweisen
- Fahrzeuge, für die Sonderrechte nach § 35 StVO in Anspruch genommen werden können (Polizei, Zoll, Feuerwehr, Katastrophenschutz, Bundeswehr, Fahrzeuge der Straßenbauverwaltung usw.)
- Fahrzeuge nichtdeutscher Truppen von Nichtvertragsstaaten des Nordatlantikpaktes, die sich im Rahmen der militärischen Zusammenarbeit in Deutschland aufhalten, soweit sie für Fahrten aus dringenden militärischen Gründen genutzt werden.
- Old- und Youngtimer, die entweder ein H-Kennzeichen haben und somit mindestens 30 Jahre alt sind, oder die mit roter „07er Nummer“ bewegt werden
- zivile Kraftfahrzeuge, die im Auftrag der Bundeswehr genutzt werden, soweit es sich um unaufschiebbare Fahrten zur Erfüllung hoheitlicher Aufgaben der Bundeswehr handelt
- Diplomatenfahrzeuge[77]
- Fahrzeuge mit den Schlüsselnummern 03, 04, 09, 11 per Allgemeinverfügung Deutscher Städtetag[78] bis 31. Dezember 2009[79]

Weiterhin sind für Anwohner und Gewerbetreibende Ausnahmen vom Fahrverbot in manchen Umweltzonen möglich, sofern für das Fahrzeug keine Möglichkeit der Nachrüstung besteht und es bereits vor der Einführung der Umweltzone auf den Halter zugelassen war.
Eine solche Regelung für Anwohner besteht unter anderem in Berlin, Köln und München.
In Bremen ist für die Erteilung einer solchen Ausnahmegenehmigung nachzuweisen, dass die Beschaffung eines Ersatzfahrzeuges wirtschaftlich nicht zugemutet werden kann. Dies galt auch in Hannover bis zur Aufhebung der dortigen Umweltzone.
In Leipzig gelten die bundesweiten Ausnahmeregelungen, sowie spezielle Leipziger Ausnahmen, wie Autos, die bereits auf gelbe Plakette nachgerüstet wurden oder Autos von frisch zugezogenen Bewohnern.

## Verstoß
Ein Befahren der Umweltzone ohne Plakette kann mit einem Bußgeld von 100,00 Euro geahndet werden (Tatbestandsnummer 141621: „Sie nahmen trotz eines Verkehrsverbots zur Verminderung schädlicher Luftverunreinigungen (Zeichen 270.1: Beginn einer Verkehrsverbotszone zur Verminderung schädlicher Luftverunreinigungen in einer Zone, 270.2: Ende einer Verkehrsverbotszone zur Verminderung schädlicher Luftverunreinigungen in einer Zone) mit einem Kraftfahrzeug am Verkehr teil.“). Zudem gab es dafür bis zum 30. April 2014 einen Punkt im Verkehrszentralregister in Flensburg. Zur Einführung der Umweltzonen galt und gilt in einigen Kommunen eine Übergangsregelung.
Strittig war indes, ob und wie der ruhende Verkehr überwacht wird. Der Bußgeldkatalog kannte unter Nr. 153 nur den Tatbestand des Führens eines Kraftfahrzeugs ohne Plakette, wobei Fahrzeugführer der Fahrer und nicht der Halter ist. Da ein Fahrzeug im ruhenden Verkehr keinen Fahrer hat, war die Rechtslage nicht eindeutig, um auch das Parken eines Fahrzeuges ohne Plakette ahnden zu können. Zudem kannte der Bußgeldkatalog in Nr. 153 nur das zum 1. März 2008 gestrichene Zeichen 270, nicht aber die beiden die Umweltzone umschließenden Zeichen 270.1 und 270.2. Um hier Rechtsklarheit zu schaffen, wurde zum 1. Februar 2009 der Bußgeldkatalog geändert. Der Tatbestand unter Nr. 153 lautet nun Teilnahme am Verkehr, wozu auch das Parken im öffentlichen Raum gehört.
Nach Datenlage im Kraftfahrt-Bundesamt wurden wegen unerlaubtem Fahren in einer Umweltzone im Jahr 2008 im Verkehrszentralregister insgesamt 6.259 Verstöße eingetragen. Aufgeschlüsselt ergeben sich 5.955 Personen mit einem Verstoß, 135 Personen mit zwei Verstößen, 7 Personen mit drei Verstößen, 2 Personen mit vier Verstößen und 1 Person mit fünf Verstößen im Jahr 2008.
Im Jahr 2009 wurden insgesamt 54.666 Verstöße gegen die Umweltzonenregelung in das Verkehrszentralregister eingetragen.
Davon entfielen allein 10.309 auf Bremen, 6.011 auf Berlin und 5.098 auf Frankfurt am Main.
Da sich das rechtmäßige Führen einer Plakette ohne Einblick in die Fahrzeugpapiere oder Datenbankabfrage im Verkehr nicht überprüfen lässt, liegt keine Statistik zur missbräuchlichen Verwendung von Plaketten vor.

## Anerkennung außerhalb Deutschlands
Die deutsche Umweltplakette wird in tschechischen Umweltzonen und spanischen Umweltzonen anerkannt.